# HD 20277
HD 20277，又名BD+31 576，SAO 56308、HR 978，是一颗恒星，视星等为6.06，位于銀經155.47，銀緯-21.36，其B1900.0坐标为赤經3h 10m 25.4s，赤緯+31° -21.36′ 0″。